# Catherine Harrisonová
Catherine Elizabeth Frances Harrisonová (* 9. dubna 1994 Memphis, Tennessee) je americká profesionální tenistka. Ve své dosavadní kariéře na okruhu WTA Tour vyhrála jeden deblový turnaj. V rámci okruhu ITF získala čtyři tituly ve dvouhře a třináct ve čtyřhře.
Na žebříčku WTA byla ve dvouhře nejvýše klasifikována v září 2022 na 214. místě a ve čtyřhře v červenci téhož roku na 69. místě.

## Soukromý život
Narodila se roku 1994 v tennesseeském největším městě Memphisu do rodiny Kenta a Jan Harrisonových. Po ukončení distanční střední školy Laurel Springs Online High School v Kalifornii, vystudovala v letech 2012–2016 bakalářský obor antropologie na Kalifornské univerzitě v Los Angeles, za níž hrála univerzitní tenis. Po skončení se stala profesionálkou.

## Tenisová kariéra
V rámci hlavních soutěží událostí okruhu ITF debutovala v květnu 2010, když na turnaji v pensylvánském Landisville, dotovaném 10 tisíci dolary, postoupila z kvalifikace. V prvním kole dvouhry podlehla Rusce Angelině Gabujevové ze sedmé světové stovky. Na okruhu WTA Tour pak debutovala únorovým Cellular South Cup 2011 na dvorcích memphiského Racquet Clubu, kam získala divokou kartu. Na úvod uhrála jen čtyři gamy na rumunskou tenistku Soranu Cîrsteaovou z konce první stovky žebříčku.
Do premiérového finále na okruhu WTA Tour postoupila ve čtyřhře Monterrey Open 2022, kde se její spoluhráčkou stala krajanka Sabrina Santamariová. Ve finále zdolaly čínsko-ruskou dvojici Chan Sin-jün a Jana Sizikovová až po zvládnutém supertiebreaku. Body za první titul ji poprvé posunuly do elitní světové stovky deblového žebříčku, na 86. místo. Debut v hlavní soutěži grandslamové kategorie zaznamenala o měsíc později v ženské čtyřhře French Open 2022, do níž nastoupila s Norkou Ulrikkou Eikeriovou. Ve druhé fázi však nenašly recept na japonsko-australský pár Misaki Doiová a Ajla Tomljanovićová. Do dvouhry grandslamu se probojovala ve Wimbledonu 2022 po zvládnuté tříkolové kvalifikaci. V jejím závěru přehrála Číňanku Jüan Jüe. V úvodním kole londýnské dvouhry porazila Nizozemku Arantxu Rusovou, než ji vyřadila Ajla Tomljanovićová.

## Finále na okruhu WTA Tour
| Legenda                  |
| ------------------------ |
| D – dvouhra; Č – čtyřhra |
| Grand Slam (0)           |
| Turnaj mistryň (0)       |
| WTA 1000 (0)             |
| WTA 500 (0)              |
| WTA 250 (1–0 Č)          |

### Čtyřhra: 1 (1–0)
| Stav    | č. | datum       | turnaj            | kategorie | povrch | spoluhráčka          | soupeřky ve finále           | výsledek         |
| ------- | -- | ----------- | ----------------- | --------- | ------ | -------------------- | ---------------------------- | ---------------- |
| Vítězka | 1. | březen 2022 | Monterrey, Mexiko | WTA 250   | tvrdý  | Sabrina Santamariová | Chan Sin-jün Jana Sizikovová | 1–6, 7–5, [10–6] |

## Tituly na okruhu ITF
| Legenda         | Legenda         |
| --------------- | --------------- |
| Turnaje W100    | Turnaje W80     |
| Turnaje W75/W60 | Turnaje W50     |
| Turnaje W35/W25 | Turnaje W15/W10 |

### Dvouhra (4 tituly)
| Č. | datum       | turnaj                    | kategorie | povrch    | poražená finalistka    | výsledek         |
| -- | ----------- | ------------------------- | --------- | --------- | ---------------------- | ---------------- |
| 1. | srpen 2019  | Fort Worth, Spojené státy | W25       | tvrdý     | Chanelle Van Nguyenová | 6–4, 6–0         |
| 2. | říjen 2021  | Redding, Spojené státy    | W25       | tvrdý     | Dalila Jakupovićová    | 6–1, 6–1         |
| 3. | březen 2024 | Brossard, Kanada          | W15       | tvrdý (h) | Jessie Aneyová         | 4–6, 6–1, 6–3    |
| 4. | březen 2024 | Kófu, Japonsko            | W50       | tvrdý     | Lee Ja-süan            | 6–7(8), 6–1, 6–1 |

### Čtyřhra (13 titulů)
| Č.  | datum         | turnaj                       | kategorie | povrch    | spoluhráčka          | poražené finalistky                       | výsledek         |
| --- | ------------- | ---------------------------- | --------- | --------- | -------------------- | ----------------------------------------- | ---------------- |
| 1.  | červenec 2014 | Austin, Spojené státy        | W10       | tvrdý     | Mary Weatherholtová  | Alexandra Cerconeová Alexa Guarachiová    | 6–2, 7–5         |
| 2.  | červenec 2016 | Austin, Spojené státy        | W10       | tvrdý     | Lorraine Guillermová | Madison Harrisonová Stephanie Nautová     | 6–3, 6–3         |
| 3.  | září 2016     | Lubbock, Spojené státy       | W25       | tvrdý     | Emina Bektasová      | Ema Burgić Bucková Renata Zarazúová       | 6–3, 6–4         |
| 4.  | listopad 2016 | Nashville, Spojené státy     | W25       | tvrdý     | Madeleine Kobeltová  | Melissa Kopinská Felicity Maltbyová       | 6–3, 6–0         |
| 5.  | březen 2018   | Antayla, Turecko             | W15       | antuka    | Sarah Leeová         | Amina Anšbová Melis Sezerová              | 6–4, 6–3         |
| 6.  | únor 2020     | Nicholasville, Spojené státy | W100      | tvrdý (h) | Quinn Gleasonová     | Whitney Osuigweová Hailey Baptisteová     | 7–5, 6–2         |
| 7.  | květen 2021   | Naples, Spojené státy        | W25       | antuka    | Ulrikke Eikeriová    | Erina Hajašiová Kanako Morisakiová        | 6–2, 3–6, [10–2] |
| 8.  | červen 2021   | Sumter, Spojené státy        | W25       | tvrdý     | Emina Bektasová      | Paige Houriganová Aldila Sutjiadiová      | 7–5, 6–4         |
| 9.  | říjen 2021    | Macon, Spojené státy         | W80       | tvrdý     | Quinn Gleasonová     | Alycia Parksová Alana Smithová            | 6–2, 6–2         |
| 10. | únor 2022     | Glasgow, Velká Británie      | W25       | tvrdý (h) | Quinn Gleasonová     | Justina Mikulskytė Valeria Savinychová    | 6–4, 6–1         |
| 11. | duben 2022    | Orlando, Spojené státy       | W25       | antuka    | Maegan Manasseová    | Sie Jü-ťie Sü Ťie-jü                      | 6–1, 6–0         |
| 12. | listopad 2022 | Calgary, Kanada              | W60       | tvrdý (h) | Sabrina Santamariová | Kayla Crossová Marina Stakusicová         | 7–6(2), 6–4      |
| 13. | květen 2024   | Lopota, Gruzie               | W50       | tvrdý     | Elysia Boltonová     | Anastasija Zolotarevová Rada Zolotarevová | 6–4, 6–2         |